# Quechultenango
Quechultenango é uma localidade do estado de Guerrero, no México.